# Robin Pilcher
Robin Pilcher (ur. 10 sierpnia 1950 w Dundee) – brytyjski pisarz, autor bestsellerowych powieści.

## Życiorys
Jest drugim synem pisarki Rosamunde’y Pilcher. Wykonywał różne zawody, był farmerem, asystentem kamerzysty i specjalistą od public relations.
Pierwszą powieść, Za oceanem (An Ocean Apart), wydał w 1999. Trafiła ona na listę bestsellerów The New York Timesa i została przełożona na kilkanaście języków. Druga powieść, Zacząć od nowa (Starting Over, 2002), oraz trzecia powieść, Warte ryzyka (A Risk Worth Taking, 2004), również długo zajmowały czołowe miejsca na listach bestsellerów. Wszystkie trzy zostały zekranizowane (filmy telewizyjne), odpowiednio w 2006, 2007 i 2008.
Jest ojcem czwórki dzieci. Mieszka koło Dundee w Szkocji.

## Powieści przełożone na język polski[4]
- 2004: Za oceanem
- 2004: Zacząć od nowa
- 2007: Warte ryzyka